# Нападение на Эс-Сухне (2023)
17 февраля 2023 года в пустыне юго-западнее города Эс-Сухне в сирийской провинции Хомс отряд боевиков группировки «Исламское государство» атаковали группу фермеров и их сопровождение из числа сирийских военных. В результате нападения погибли по меньшей мере 61 мирный житель и 7 военнослужащих правительственной армии. Нападение произошло вскоре после предыдущей акции ИГ в том же районе, когда боевики похитили и казнили 16 мирных жителей.
Этот инцидент стал одной из крупнейших акций сирийских исламистов с 2018 года.